# Аксумская митрополия
Аксу́мская митропо́лия (греч. Ιερά Μητρόπολη Αξώμης) — епархия Александрийской православной церкви на территории Эфиопии, Эритреи, Джибути и Сомали.

## История
Во времена проповеди апостола Матфея на территории Африканского Рога существовало Аксумское царство, правители которого с середины IV века начали исповедовать христианство. При святителе Афанасии Александрийском (328—373) был поставлен первым епископом Аксумским святитель Фрументий, отправившийся туда вместе со своим братом, пресвитером Эдесием. С VII века Аксумская епархия, как и вся Эфиопская Церковь, перешла в юрисдикцию монофизитской Коптской Церкви.
Православная Аксумская митрополия был воссоздана в 1908 году, при патриархе Александрийском Фотии. Однако этот акт не получил признания со стороны эфиопских гражданских властей. Лишь 16 ноября 1931 года Патриарх Мелетий II настоловал митрополита Аксумского Николая (Абдаллу), сирийца по происхождению.
К 1914 году был построен кафедральный собор святого Фрументия в Аддис-Абебе.
В 1981 году при митрополии было основано благотворительное братство святого Фрументия.
В 1986 году была основана Высшая церковная школа в монастыре святого Павла близ Аддис-Абебы.
В 1994 году был открыт Богословский колледж святой Троицы в Аддис-Абебе.
На начало 2000 годов паствой Аксумской митрополии является православные греки, эфиопы, русские, сербы, болгары и другие православные европейские народов, а также африканцы, пребывающие на территории Эфиопии, Эритреи, Джибути и Сомали.

## Епископы
- Христофор (Данилидис) (3 августа 1908 — 30 ноября 1914)
- Николай (Абдалла) (1 января 1928 — 19 октября 1967)
- Мефодий (Фуйас) (29 ноября 1968 — 9 октября 1979)
- Петр (Якумелос) (30 ноября 1979 — 26 ноября 2018)
- Даниил (Биазис) (5 декабря 2018 — 15 февраля 2024)
- Петр (Паргинос) (с 15 февраля 2024)